# Geodesastres-Sul
Núcleo de Pesquisa e Aplicação de Geotecnologias em Desastres Naturais e Eventos Extremos  ou chamado simplesmente de Geodesastres-Sul é um núcleo de pesquisas que está subordinado a Centro Regional Sul de Pesquisas Espaciais -CRS.
Tem por finalidade catalogar e estudar desastres ambientais que ocorram na região sul do Brasil.
A implantação do Geodesastres-Sul recebeu financiamento do CNPq por meio do edital universal, projeto CNPq Nº 476233/2002-2.
A sua criação foi uma iniciativa pioneira, e que teve como principal motivação o aumento dos desastres naturais ocorridos nas últimas décadas e o uso limitado das geotecnologias na prevenção e mitigação de desastres.
Este núcleo atuará dentro da área de observação da terra do INPE/CRS visando à prevenção e mitigação do impacto causado por desastres naturais e eventos extremos com o auxilia da geotecnologia.
O Geodesatres-Sul está catalogando todos os eventos naturais extremos ocorridos nos últimos anos em toda região Sul do Brasil. O trabalhos estão disponíveis na página do Geodesastre-sul.
O projetos obseva entre outros as queimadas, as anomalias no índice de vegetação e vigia as chamadas áreas de risco.